# 斯托 (緬因州)
斯托（英語：Stow）是一個位於美國緬因州牛津縣的鎮。

## 人口
根據2020年美國人口普查的數據，斯托的面積為63.04平方千米，當中陸地面積為62.70平方千米，而水域面積為0.34平方千米。當地共有人口393人，而人口密度為每平方千米6人。